# ابنة العشوائية (مسرحية)
ابنة العشوائية هي مسرحية أسترالية من عام 1907 لبيرت بيلي وادموند دوغان.

## الملخص
تدور أحداث القصة في ستينيات القرن التاسع عشر وتركز على التنافس بين مزرعتي أغنام متجاورتين في ريف أستراليا، «إندربي» «واراتاه». إندربي مملوكة لسيد فيوليت إندربي، «ابنة العشوائية». واراتاه مملوكة لجيمس هارينجتون، وصي فيوليت. فيوليت تحب توم باثورست، المشرف العامل في واراتاه. بينما يكون جيمس هارينجتون بعيدًا، يدير المزرعة ابنه الضعيف دودلي هارينجتون، الذي يسعى لاضعاف باثورست في عيون فيوليت ووالده.
بعد أن فشل في ذلك، استدعى بوشرينجرز بن هول وعصابته لاختطاف فيوليت واحتجازها مقابل فدية. تتعقد الأمور بسبب وجود «صديق جديد» إنجليزي يدعى أرشي ماكفرسون.

## الإنتاج الاصلي
أنتج المسرحية في الأصل وليام اندرسون وعرضت لأول مرة في المسرح الملكي في ملبورون في 9 فبراير 1907، وكان كل من بيلي ودوغان في الأدوار الداعمة للبطولة. تميز الإنتاج بوجود اغنام حقيقية، عصافير كوكاباري، حلاقين شعر للمواشي، قاطعين أحشاب، لاعبين بالسياط، كلاب رعي، شلال وقتال بين رجل وكنغر.
استمر العرض لمدة سبعة اسابيع ثم أصبح موسمًا مشهورًا في سيدني قبل أن يقوم بجولة حول استراليا ونيوزيلندا على مدار السنوات الثلاث المقبلة، صرح المنتجون لاحقا أنه خلال هذا الوقت ان العرض حقق 70 ألف جنيه استرليني وشاهدها تقريبا 1.5 مليون شخص، مما يجعلها أشهر ميلودراما أسترالية حتى الآن.
عندما ذهب بيلي إلى إدارة المسرح مع جوليوس غرانت، كان انتاجه الأول احياء للفن المسرحي.

## الاقتباسات
صورت المسرحية مرتين، كفيلم صامت في عام 1910، أخرجه بيلي، وأضيف تسجيل صوتي في عام 1933. كما اقتبس في رواية عام 1922 بواسطة هيلدا بريدجز.

## التأثير
ساعدت المسرحية في الترويج للنموذج الأصلي لـ «ابنة العشوائية»، المرأة الطموحه في الريف الأسترالي. ظهرت هذه الشخصية في العديد من الكتب والمسرحيات والأفلام والبرامج التلفزيونية الأسترالية اللاحقة، بما في ذلك عرض الرجل المصور (1977) وبنات مكلويد (2001-2009).